# Namo Mbelin (Namo Rambe)
Namo Mbelin is een bestuurslaag in het regentschap Deli Serdang van de provincie Noord-Sumatra, Indonesië. Namo Mbelin telt 486 inwoners (volkstelling 2010).